# Église Saint-Rémi du Petit-Appeville
Pour les articles homonymes, voir Église Saint-Rémi.
L'église Saint-Rémi est une église catholique située à Hautot-sur-Mer, en France.

## Localisation
L'église est située à Hautot-sur-Mer, commune du département français de la Seine-Maritime, dans l'ancienne commune du Petit-Appeville. 

## Historique
L'église est bâtie au XVIe siècle et elle est incendiée en 1752.  La commune du Petit-Appeville fusionne avec celle d'Hautot-sur-Mer en 1822.
Elle subit des destructions pendant la bataille de Normandie.
L'édifice est inscrit au titre des monuments historiques par arrêté du 15 février 1947.

## Description
L'église est en grès.
Elle contient des vitraux du milieu des années 1950.